# Chrysobothris rejzeki
Chrysobothris rejzeki es una especie de escarabajo del género Chrysobothris, familia Buprestidae. Fue descrita científicamente por Niehuis en 2009.